# 경신교통
경신교통(慶信交通)은 대구광역시 달성군 다사읍 방천리공영차고지에 차고지를 둔 시내버스 운송 업체이다.

## 개요
- 1979년 11월 20일에 시내버스 운송 면허를 취득[1] 하여 달서구 본리동[2]에서 설립되었고 본리동 일대가 재개발된 이후 2005년 9월 말에 서구 중리동[3]으로 이전했다가 7년 7개월뒤인 2012년 7월 5일 다사읍 방천리로 다시 이전했다. 차고지 착발은 2013년부터 인가됐다.
- 방천리공영차고지 입구에서 상리동(가르뱅이) 및 비산염색공단, 서부소방서로 이어지는 달서천 도로(서재로)변에 차고지가 있다.
- 회사 최후로 2013년식 뉴 슈퍼에어로시티를 운행했던 업체이다.

## 차량
- 우진산전 - 아폴로 1100
- 현대자동차 - 뉴 슈퍼 에어로시티, 저상 뉴 슈퍼 에어로시티, 일렉시티

## 노선
| 노선번호 | 운행경로 기점 ↔ 중간경유지 ↔ 종점                    | 운행경로 기점 ↔ 중간경유지 ↔ 종점 | 운행경로 기점 ↔ 중간경유지 ↔ 종점                                 | 운행대수                   | 비고                                                |
| -------- | ---------------------------------------------------- | --------------------------------- | ----------------------------------------------------------------- | -------------------------- | --------------------------------------------------- |
| 240번    | 달성군 다사읍 (방천리공영차고지                      | 남구 봉덕1동 남구청               | 달성군 가창면 냉천리 냉천전원음식점지구                           | 6 (저상 3)                 | 세왕교통 공배                                       |
| 504번    | 달성군 다사읍 (방천리공영차고지                      | 중구 덕산동 반월당역              | 수성구 황금동 황금고가교네거리                                    | 6 전차량 저상버스 (저상 6) | 대일버스 공배                                       |
| 523번    | 북구 검단동 금호워터폴리스공영차고지                 | 서구 평리3동 서구청               | 달성군 다사읍 방천리공영차고지                                    | 9 (저상 7)                 | 관음교통 공배 현금 승차 불가 노선                   |
| 725번    | 북구 동호동 영진교통 차고지                          | 달성군 다사읍 해랑교              | 달성군 다사읍 매곡리공영차고지                                    | 8 (저상 4)                 | 영진교통 공배                                       |
| 북구4번  | 달성군 다사읍 방천리공영차고지                       | 북구 침산동 북구청                | 달성군 다사읍 방천리공영차고지                                    | 3 (저상 3)                 | 동명교통 공배 현금 승차 불가 노선                   |
| 서구2번  | 달성군 다사읍 방천리공영차고지                       | 달서구 상인동 보성은하타운        | 달성군 다사읍 방천리공영차고지                                    | 7 전차량 저상버스 (저상 7) | 단독운행 현금 승차 불가 노선                        |
| 성서2번  | 다사읍 방천리 방천리공영차고지                       |                                   | 달서구 상인동 상인네거리                                          | 9 (저상 1)                 | 단독운행                                            |
| 7250번   | 하행:북구 태전동 태전역 상행:달서구 대곡동공영차고지 | 달서구 신당동 계명대학교동문      | 하행:달서구 호림동 모다아울렛 상행:달성군 다사읍 방천리공영차고지 | 1                          | 동명교통, 신흥버스, 우주교통 공배 주중 출근맞춤버스 |
| 예비     |                                                      |                                   |                                                                   | 3                          | 단독운행                                            |
| 7종      |                                                      |                                   |                                                                   | 48대                       |                                                     |